# Auxilio Social
Социальная помощь (исп. Auxilio Social) — испанская гуманитарная организация, созданная в 1936 году для оказания социальной и гуманитарной помощи. Существовала в рамках Испанского государства в период с 1936 по 1976 год.

## История

### Ранние годы
Организация была создана в октябре 1936 года в Вальядолиде двумя членами Испанской Фаланги СНСН: Мерседес Санс-Бачиллер, вдовой видного члена партии Онесимо Редондо, и Хавьером Мартинес де Бедойя. Тогда организация носила название «Зимняя помощь» (исп. Auxilio de Invierno), что отсылало к похожему названию организации «Winterhilfswerk», нацистской организации по руководством Национал-социалистической народной благотворительности.

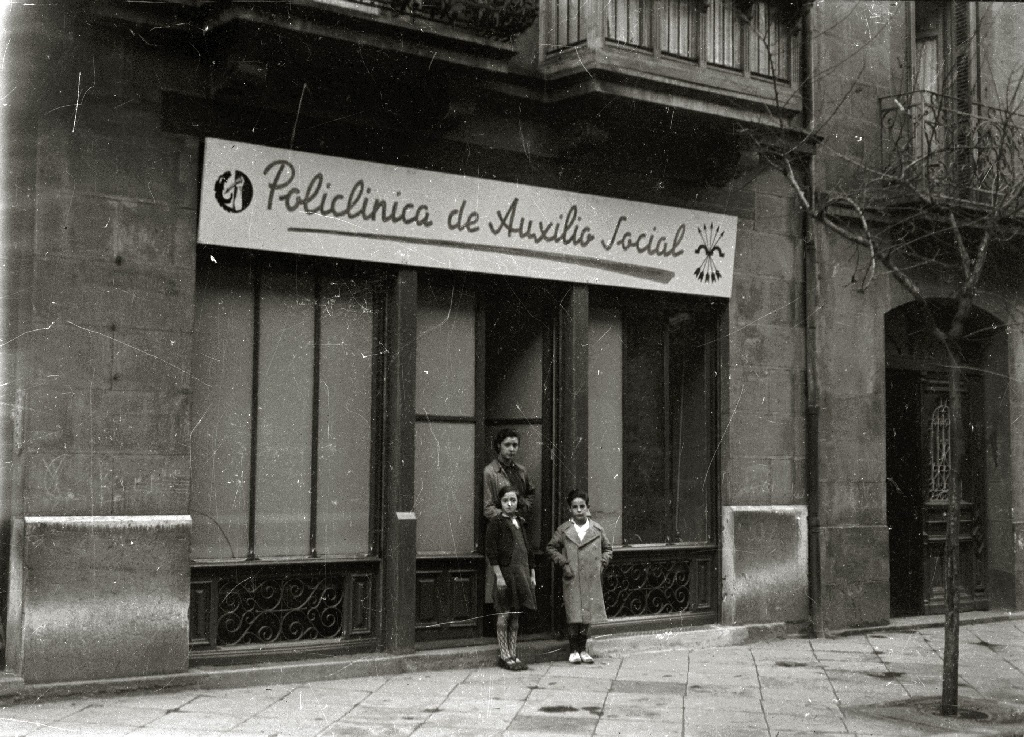
Поликлиника Социальной Помощи

Во время гражданской войны в Испании эта гуманитарная организация повсеместно оказывала социальную и гуманитарную помощь для всех мирных граждан на территории, подконтрольной националистам, независимо от их идеологической принадлежности.
Тем не менее, с подписанием генералиссимусом Франсиско Франко Декрета об Объединении в 1937 году Испанская Фаланга СНСН перестала существовать, а также все подконтрольные организации бывшей Фаланги передавались в управление новой единой партии — Испанской Традиционалистской Фаланге СНСН.

### В Франкистской Испании

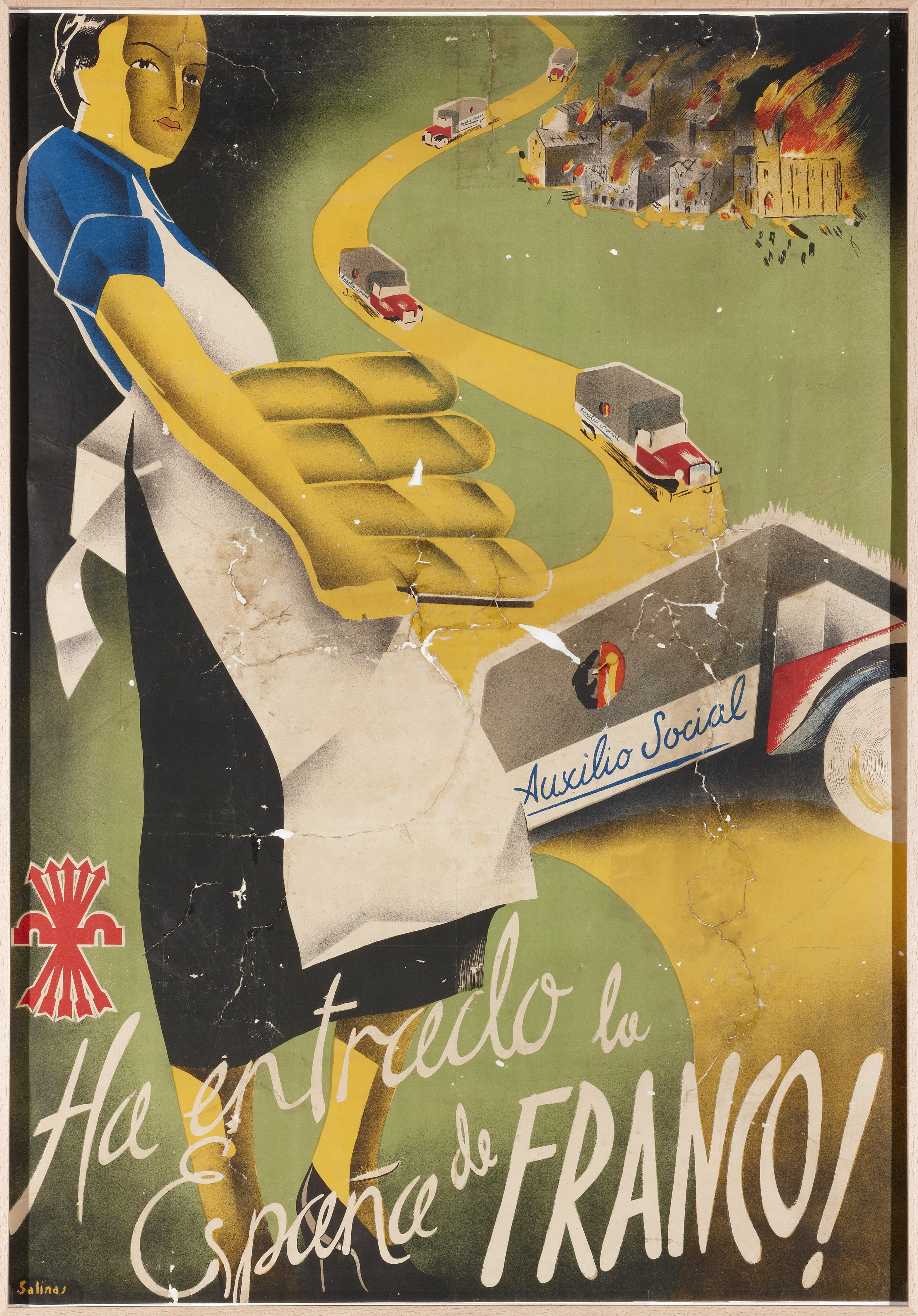
Пропагандистский плакат Auxilio Social

После подписания Декрета об Объединении организация перешла в подчинение Испанской Традиционалистской Фаланги, и сразу же получила большое финансирование от партии. Если в октябре 1937 года насчитывалось всего 711 центров Auxilio Social, то уже в октябре 1939 года насчитывалось 2487 учреждений Социальной Помощи по всей Испании. В том же году «Социальная Помощь» была включена в состав Женской секции Фаланги.
Из-за связей с Германским Рейхом в ранние годы «Социальная Помощь» стала одной из ключевых организаций в поддерживании отношений между Германией и Испанией в период Второй Мировой Войны. С началом гражданской войны делегаты из Социальной Помощи периодически совершали ознакомительные поездки в нацистскую Германию для обмена опытом.
Также организация активно сотрудничала с другими странами через Дипломатическую Службу Фаланги. Так, на территории Республики Кубы в рамках деятельности Кубинской Фаланги было организовано множество детских садов и бесплатных столовых, которые работали с 1938 до 1941 год, когда запретили Кубинскую Фалангу.
Организация «Социальная Помощь» в период правления Франко стала важным рычагом пропаганды для партии, впоследствии став одной из ключевых организаций в составе Министерства Здравоохранения. Социальная Помощь исправно работала вплоть до 1976 года, пока не была переформирована в Институт социальной помощи Министерства внутренних дел Испании.